# Platynothrus peltifer
Platynothrus peltifer är en kvalsterart som först beskrevs av Koch 1840.  Platynothrus peltifer ingår i släktet Platynothrus och familjen Camisiidae. Inga underarter finns listade i Catalogue of Life.